# Helena Maria Stollenwerk
Helena Maria Stollenwerk (ur. 28 listopada 1852 w Rollesbroich; zm. 3 lutego 1900 w Steyl) – niemiecka zakonnica, błogosławiona Kościoła Katolickiego.

## Życiorys
Helena była córką niemieckiego rolnika. Od najmłodszych lat chciała zostać misjonarką. Poszukiwania żeńskiego zakonu misyjnego w Niemczech nie przynosiły oczekiwanych rezultatów. W 1882 poznała ojca Arnolda Janssena, założyciela męskiego, misyjnego Zgromadzenia Słowa Bożego w Steylu w Holandii. Popierał on ideę stworzenia żeńskiego zakonu misyjnego, lecz tymczasowo zaproponował Helenie pracę w charakterze pomocy w kuchni seminaryjnej.

### Życie zakonne
8 grudnia 1889 Ksiądz Janssen założył Zgromadzenie Misyjne Służebnic Ducha Świętego. 17 stycznia 1892 Helena wstąpiła do zakonu i przyjęła imię Maria. Była jedną z pierwszych członkiń nowej formacji. 12 marca 1894 złożyła śluby zakonne. Została przełożoną generalną wspólnoty. Powadziła także nauki przygotowujące siostry do wyjazdu na misje.
W 1896 kilka sióstr SSpS utworzyło zalążek nowej wspólnoty klauzurowej, która później stała się samodzielnym Zgromadzeniem Sióstr Służebnic Ducha Świętego od Wieczystej Adoracji. Dwa lata później, 8 grudnia 1898, na życzenie założyciela, Maria Helena zrezygnowała z piastowanej funkcji matki generalnej i przeszła do nowo powstałego zakonu.

### Choroba i śmierć
W 1899 zachorowała na gruźlicze zapalenie opon mózgowych, które stało się przyczyną śmierci 3 lutego 1900.

### Kult
W 1950 rozpoczęto proces beatyfikacyjny Marii Heleny. W 1962 uznano cud za wstawiennictwem Służki Bożej. 7 maja 1995 w Rzymie, papież Jan Paweł II dokonał beatyfikacji zakonnicy. Jest ona czczona jako współzałożycielka Sióstr Służebnic Ducha Świętego.